# Phryxe electa
Phryxe electa là một loài ruồi trong họ Tachinidae.